# 562 km (Kazachstan)
562 km (kaz. 562 км; ros. 562 км) – przystanek kolejowy w miejscowości Arszały, w rejonie Arszały, w obwodzie akmolskim, w Kazachstanie. Położony jest na linii Astana – Szu, na trasie Nowego Jedwabnego Szlaku.